# ربيع الآخر
- السبت
- الأحد
- الاثنين
- الثلاثاء
- الأربعاء
- الخميس
- الجمعة

- 2528 سبتمبر 2024
- 2629 سبتمبر 2024
- 2730 سبتمبر 2024
- 281 أكتوبر 2024
- 292 أكتوبر 2024
- 303 أكتوبر 2024
- 14 أكتوبر 2024
- 25 أكتوبر 2024
- 36 أكتوبر 2024
- 47 أكتوبر 2024
- 58 أكتوبر 2024
- 69 أكتوبر 2024
- 710 أكتوبر 2024
- 811 أكتوبر 2024
- 912 أكتوبر 2024
- 1013 أكتوبر 2024
- 1114 أكتوبر 2024
- 1215 أكتوبر 2024
- 1316 أكتوبر 2024
- 1417 أكتوبر 2024
- 1518 أكتوبر 2024
- 1619 أكتوبر 2024
- 1720 أكتوبر 2024
- 1821 أكتوبر 2024
- 1922 أكتوبر 2024
- 2023 أكتوبر 2024
- 2124 أكتوبر 2024
- 2225 أكتوبر 2024
- 2326 أكتوبر 2024
- 2427 أكتوبر 2024
- 2528 أكتوبر 2024
- 2629 أكتوبر 2024
- 2730 أكتوبر 2024
- 2831 أكتوبر 2024
- 291 نوفمبر 2024
- 302 نوفمبر 2024
- 13 نوفمبر 2024
- 24 نوفمبر 2024
- 35 نوفمبر 2024
- 46 نوفمبر 2024
- 57 نوفمبر 2024
- 68 نوفمبر 2024

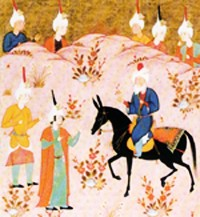
ابن عربي مع الطلاب

ربيع الآخِر هو الشهر الرابع من السنة القمرية أو التقويم الهجري وسمي نسبة للربيع.